# 우르바시 돌라키아
우르바시 돌라키아(Urvashi Dholakia, 1979년 7월 9일)는 인도의 배우이다.